# Heinkel He 112
Heinkel He 112 a fost un avion de vânătoare proiectat de către frații Walter și Siegfried Günter. A fost unul dintre cele patru avioane dezvoltate special din 1933 pentru a deveni noul avion de vânătoare principal al Luftwaffe, competiție câștigată ulterior de către Messerschmitt Bf 109. A fost folosit în număr mic pentru o scurtă perioadă de către Luftwaffe și a fost vândut în cantități mici altor țări, însă mai puțin de 100 de exemplare au fost construite în total. He 112 rămâne unul dintre cele mai puțin cunoscute avioane de vânătoare germane fabricate în serie.

## Proiectare
În luna octombrie a anului 1933, Hermann Göring, ministrul Aviației, menționa într-o scrisoare confidențială necesitatea dezvoltării unui "avion curier foarte rapid". În mai 1934, Technisches Amt (Biroul tehnic al Ministerului Aviației Reichului) a dezvoltat specificațiile tehnice pentru un interceptor monoloc care să înlocuiască biplanele depășite folosite de Luftwaffe. Acesta trebuia să aibă o viteză maximă de 400 km/h la altitudinea de 4000 de metri. Proiectul avionului de vânătoare purta denumirea de "avion de curse" din cauza sancțiunilor Tratatului de la Versailles. Specificațiile tehnice au fost trimise inițial la trei firme cu experiență în domeniu: Heinkel, Arado și Focke-Wulf. Ulterior, în competiție a fost acceptată și firma Bayerische Flugzeugwerk (în germană: Producătorii Bavarezi de Aeronave, abreviat PBA), precursoarea firmei Messerschmitt. Fiecare companie trebuia să fabrice trei prototipuri pentru teste. În primăvara anului 1935, prototipurile Arado și Focke-Wulf erau gata, urmate apoi de prototipurile PBA în martie și Heinkel în aprilie.
Prototipurile Heinkel au fost dezvoltate de către frații Walter și Siegfried Günter. Sursa de inspirație a fost avionul He 70 Blitz (Fulger), un avion cu patru locuri de transport, folosit de Lufthansa. La rândul său, He 70 era inspirat din avionul pentru servicii poștale Lockheed Model 9 Orion. Având un design avansat la vremea respectivă, He 70 avea performanțe apropiate de specificațiile tehnice cerute de Luftwaffe.
În timpul testelor din luna octombrie a anului 1935, superioritatea prototipurilor propuse de Heinkel și PBA a devenit evidentă. Ambele avioane aveau avantaje și dezavantaje. Deși inițial se părea că He 112 va fi noul avion de vânătoare monoplan al Luftwaffe, balanța a fost înclinată spre prototipul Bf 109 propus de Messerschmitt (denumirea firmei PBA din 1938). Decizia nu a fost luată de către Ministerul Aviației, ci de către partidul nazist, fiindcă Bf 109 era mult mai ușor de fabricat. În luna septembrie a anului 1936, Luftwaffe a ales prototipul Bf 109 drept câștigător.

## Utilizatori
Heinkel a dezvoltat alte prototipuri destinate exporturilor. Deși avionul a participat la mai multe expoziții și demonstrații aeriene din diverse țări, comenzile nu au fost mari. Prima țară care a achiziționat He 112 a fost Japonia, care a achiziționat 30 de exemplare în 1937 cu opțiunea de a mai cumpăra încă 100 de avioane.  În urma testelor comparative, He 112 s-a dovedit a fi superior modelului Mitsubishi A5M, însă piloții japonezi au preferat modelul autohton din cauza manevrabilității mai mari.
Următoarea țară interesată de achiziționarea avionului He 112 a fost Austria, însă comanda nu a fost onorată din cauza Anschluss-ului din martie 1938. Spania a devenit următorul client pentru Heinkel când a comandat 18 avioane la începutul anului 1938. Heinkel a intenționat să vândă modelul He 112 și Finlandei, Olandei, Elveției, Iugoslaviei, Belgiei și Turciei, fără succes însă. România a achiziționat 30 de exemplare, iar ultimul client a fost Ungaria, care a comandat 36 de exemplare din care doar trei au fost livrate. Ungaria a fost interesată și de fabricarea avionului sub licență, însă permisiunea nu a fost acordată de către Germania nazistă.
Luftwaffe a rechiziționat toate avioanele de vânătoare aflate în țară în timpul Crizei Sudeților. Printre acestea s-au numărat și unele avioane He 112 fabricate pentru Japonia, care au fost introduse în uz pentru câteva luni.

## Utilizare în luptă
Avioanele de vânătoare He 112 au fost testate de Luftwaffe în Spania, în timpul Războiului Civil Spaniol. Avioanele au fost repartizate Legiunii Condor. Piloții germani au apreciat manevrabilitatea superioară a modelului Bf 109 în fața avionului He 112, însă considerau că modelul propus de Heinkel era mai bine înarmat și mai sigur la aterizare și decolare decât modelul fabricat de Messerschmitt. He 112 a fost descris ca fiind un "Rolls Royce cu motor de Fiat Topolino" din cauza motorului mai slab.  Piloții spanioli au utilizat și ei He 112 spre sfârșitul războiului civil. Spania a folosit avioanele cumpărate până în 1952.
Japonia a folosit avioanele He 112 doar pentru antrenament și teste. Ungaria nu a folosit cele trei avioane He 112 în timpul Invadării Iugoslaviei, avioanele fiind utilizate apoi doar pentru antrenament.

### Utilizare în România

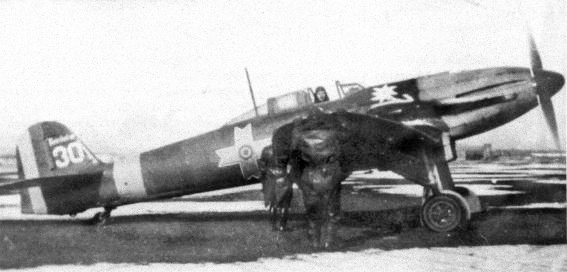
Un avion He 112 românesc pe aeroportul din Focșani la sfârșitul anului 1942. Avionul era folosit la vremea respectivă pentru zboruri de antrenament.

În luna aprilie a anului 1939, Germania a oferit spre vânzare României avionul de vânătoare Bf 109E. Până la livrarea acestor avioane, României i-au fost oferite 24 de avioane He 112 aflate pe stoc pentru ca piloții să se familiarizeze cu avioanele moderne. Forțele Aeriene Regale ale României aveau în dotare puțin peste 100 de avioane PZL P.11 și P.24E. Deși la începutul anilor 1930 aceste modele se numărau printre cele mai avansate avioane de vânătoare ale epocii, la sfârșitul deceniului erau complet depășite.
România a acceptat oferta Germaniei și a cerut 30 de avioane (modelul B-1 și B-2). . Un grup de piloți români a fost trimis în Germania la uzinele Heinkel, pentru instrucție. Avioanele, cu piloții români în carlingi, au fost trimise din Germania în România, cu escală la Belgrad, între lunile iulie și octombrie 1939. În timpul antrenamentelor din Germania, un avion s-a prăbușit, însă Germania a trimis alt avion la schimb în primăvara anului 1940. Un alt avion a fost avariat la aterizare și a fost reparat la uzinele SET din București.
În țară, avionul He 112 a fost supus unor teste comparative cu prototipul avionului de vânătoare IAR 80. Piloții români de încercare au remarcat motorizarea slabă a avionului de fabricație germană și viteza redusă a acestuia. Avionul IAR 80 a intrat în producție ulterior, iar comenzile pentru alte avioane He 112 au fost anulate.
Prima victorie aeriană a avioanelor He 112 din dotarea Forțelor Aeriene Române a avut loc în timpul conflictelor de graniță cu Ungaria din 1940. Încercările repetate de a intercepta zborurile de recunoaștere ale avioanelor Ju 86 și He 70 din dotarea Forțelor Aeriene Regale ale Ungariei au eșuat din cauza vitezei reduse a avioanelor He 112. Pe 27 august 1940, locotenentul Nicolae Polizu se afla în spațiul aerian al Ungariei când a observat un bombardier Caproni Ca.135bis în timpul unui zbor de antrenament. Câteva lovituri ale tunurilor de calibru 20 mm montate pe avionul său He 112 au dust la aterizarea forțată a bombardierului pe aeroportul din Debrețin. Deși Regatul României nu era oficial în război, Polizu a fost primul pilot român care a obținut o victorie aeriană în timpul celui de-al Doilea Război Mondial. 
Pe 22 iunie 1941, la data începerii războiului cu URSS, România avea 24 de avioane He 112 funcționale. Deși au fost folosite inițial ca avioane de vânătoare în primele faze ale campaniei din Basarabia, avioanele He 112 au fost reprofilate ulterior pentru atacul la sol din cauza armamentului superior avioanelor IAR 80. Tunurile de calibru 20 mm erau eficiente în acest rol, însă pierderile au fost relativ mari, fiindcă He 112 nu avea blindajul specific avioanelor de atac la sol și din cauza uzurii excesive. Avioanele He 112 executau minim trei misiuni pe zi, iar mentenanța era dificilă din cauza utilizării mai multor tipuri de avioane de vânătoare.
Din 1942, avioanele au fost utilizate în roluri secundare, iar din 1943 până la sfârșitul anului 1944 exemplarele rămase au fost folosite ca avioane de antrenament. He 112 erau utilizate ca model intermediar, de antrenament, înainte ca piloții de pe IAR 80 să treacă la modelul de fabricație germană Bf 109G. Mai multe avioane au fost pierdute în accidente. În primăvara anului 1946 au fost casate ultimele două avioane He 112 care erau depozitate într-un hangar pe Aeroportul Giulești.

## Specificații tehnice He 112B-2
Caracteristici
- Echipaj: 1
- Lungime: 9,22 m.
- Anvergură: 9,09 m.
- Înălțime: 3,82 m.
- Suprafață portantă: 17 m².
- Masă (gol): 1617 kg.
- Masă (maximă): 2248 kg.

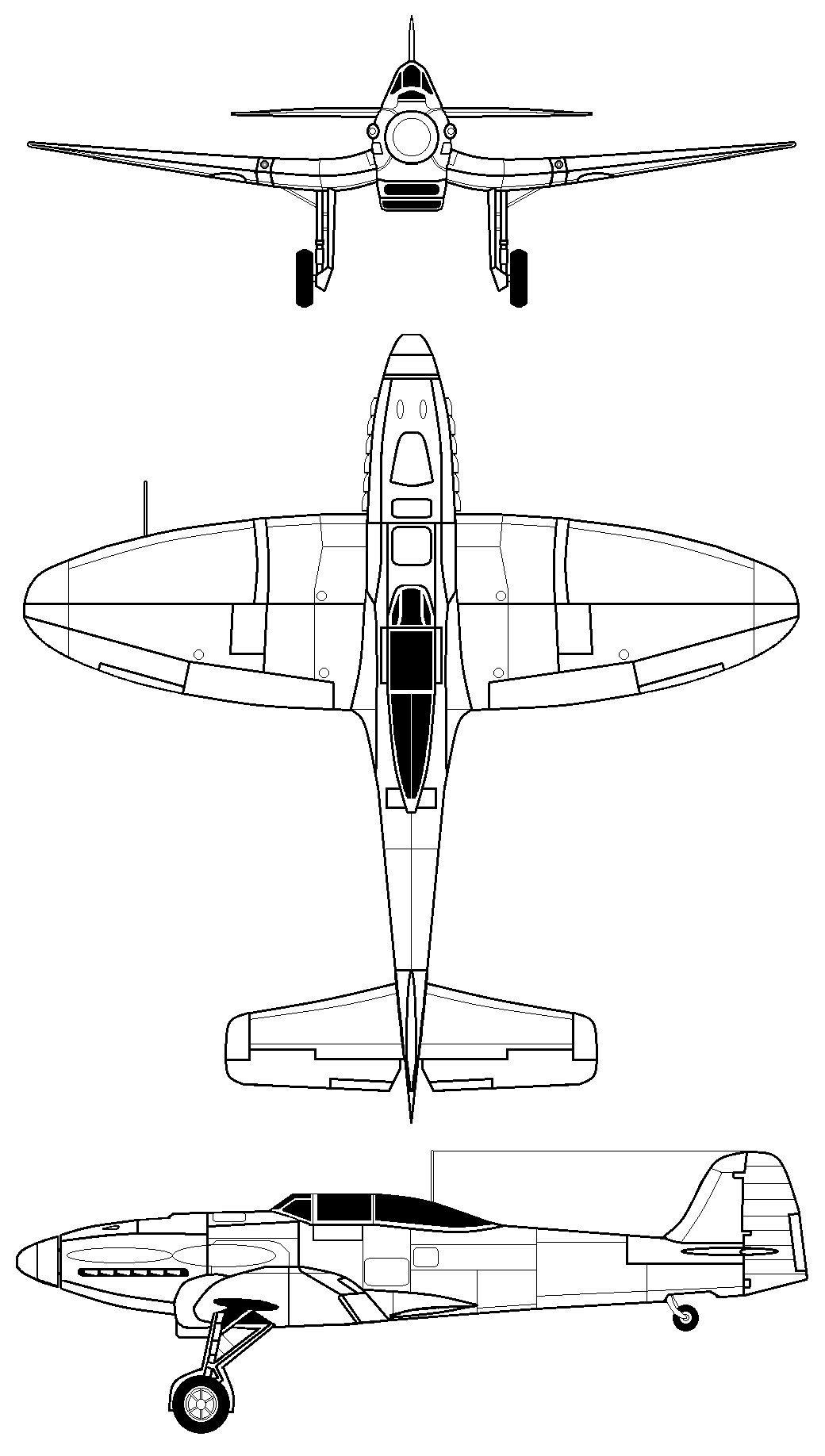
He 112

- Motor: Junkers Jumo 210Ga 522 kW (700 CP)

Performanțe
- Viteza maximă: 510 km/h
- Autonomie: 1150 km.
- Plafon: 9500 m.
- Încărcătura aripii: 132 kg/m².

Armament
- 2 × mitraliere MG 17, 7.92 mm, cu 500 de cartușe fiecare, montate în părțile laterale ale capotei motorului
- 2 × tunuri MG FF de calibru 20 mm, cu 60 de lovituri fiecare, montate în aripi.
- 6 × bombe 10 kg